# Departamento San Antonio de los Cobres
San Antonio de los Cobres (también denominado Capital) fue un antiguo departamento de Argentina que formó parte del Territorio Nacional de Los Andes, existente entre 1900 y 1943. Tenía cabecera en la localidad de San Antonio de los Cobres. Este departamento tenía una extensión aproximada de 550 km², siendo el más pequeño y oriental de la gobernación.
Desde 1943 forma parte del departamento de Los Andes de la provincia de Salta, junto con el también desaparecido departamento Pastos Grandes.

## Historia
Este departamento se creó en 1902 por tierras cedidas por Salta para ser la capital del territorio nacional, ya que la primera ciudad cabecera, Novarro, resultaba casi inaccesible durante las nevadas invernales, motivo por el cual fue abandonada. La provincia de Salta, gobernada por Ángel Zerda, le cedió en 1902 el distrito de San Antonio de los Cobres del departamento de La Poma, ubicado en la quebrada del Toro. Esta pequeña población -mucho más accesible que Novarro- resultará la capital del territorio por la ley n.º 4059 del 26 de septiembre de 1902.
Para servir como capital de la gobernación, por la ley federal n.º 4061, el gobierno nacional argentino aceptó la donación de un poblador local para que se establecieran los edificios públicos en los solares de su propiedad.
El decreto del 19 de mayo de 1904 señaló los límites del departamento:

X.— LOS ANDES.
 Art. 16. Queda dividido el Territorio de Los Andes en cuatro departamentos, con los nombres y límites siguientes: (...)
 IV. — SAN ANTONIO DE LOS COBRES
 Capital: pueblo del mismo nombre, que lo será también del Territorio.
 Cuesta de Acay, línea recta á Peñas Blancas; de Peñas Blancas, linea recta á Pastos Chicos; de Pastos Chicos al Abra de Chorrillos, y desde ese punto, línea recta hasta la cuesta de Acay.
Decreto del 19 de mayo de 1904

Económicamente se dedicaba a la actividad ganadera, y principalmente a la minería, contando con yacimientos ricos en cobre, plata y plomo. La Mina Concordia fue la más importante. En el censo territorial de 1914 contaba como 43 hectáreas cultivadas con cereales, legumbres y hortalizas, siendo el departamento con más tierras cultivadas.
El ferrocarril de Salta a Antofagasta (actualmente Tren a las Nubes) llegó a San Antonio de los Cobres en 1929.

## Población
El departamento concentró una escasa población compuesta principalmente por empleados públicos. Aun así desde la década de 1910 fue el departamento más poblado de la gobernación.
| Gráfica de evolución demográfica del Departamento San Antonio de los Cobres entre 1903 y 1914. |
|                                                                                                |
| Fuente:                                                                                        |